# カプレーラ島
カプレーラ島（カプレーラとう、Caprera）は、サルデーニャ島の北東部、マッダレーナ島の東にあるマッダレーナ諸島に所属する島である。
リソルジメントにおける英雄、ガリバルディが土地を購入し、隠棲したことで有名。
行政的区分は、サルデーニャ州オルビア＝テンピオ県ラ・マッダレーナに属する。
マッダレーナ島とは、モネータ水道(passo della moneta)を渡る、県道53号レヴァトイオ橋(levatoio)で結ばれている。
座標: 北緯41度12分 東経9度28分 / 北緯41.200度 東経9.467度